# Derthona Foot Ball Club 1923-1924
Questa pagina raccoglie le informazioni riguardanti il Derthona Foot Ball Club nelle competizioni ufficiali della stagione 1923-1924.

## Stagione
In questa stagione il Derthona si è prontamente riscattato dalla retrocessione patita la stagione precedente.
Vincendo il girone A raggranellando 18 punti è ammesso al girone di finale. Il girone è stato molto appassionante; il primo posto lo ha ottenuto nelle due ultime giornate dopo un testa a testa con una Reggiana molto tenace ma non irresistibile. Alla fine sono state entrambe premiate con la promozione in categoria superiore.

## Rosa
| N. |                   | Ruolo | Calciatore        |
| -- | ----------------- | ----- | ----------------- |
|    | Italia (bandiera) | P     | Mattia Cerruti    |
|    | Italia (bandiera) | P     | Pietro Vaccari    |
|    | Italia (bandiera) | D     | Marziano Barbieri |
|    | Italia (bandiera) | D     | Onorato Bonzani   |
|    | Italia (bandiera) | D     | Erminio Gatti     |
|    | Italia (bandiera) | D     | Mario Rabaglio    |
|    | Italia (bandiera) | D     | Antonio Re        |
|    | Italia (bandiera) | C     | Pietro Bonelli    |

| N. |                   | Ruolo | Calciatore         |
| -- | ----------------- | ----- | ------------------ |
|    | Italia (bandiera) | C     | Carlo Crotti       |
|    | Italia (bandiera) | C     | Guido Gaviglio     |
|    | Italia (bandiera) | C     | Giuseppe Ghiglione |
|    | Italia (bandiera) | C     | Alfredo Piani      |
|    | Italia (bandiera) | C     | Osvaldo Salamina   |
|    | Italia (bandiera) | A     | Armando Bellolio   |
|    | Italia (bandiera) | A     | Carlo Gianelli     |
|    | Italia (bandiera) | A     | Natale Loiacono    |